# Igliczna (Masyw Śnieżnika)

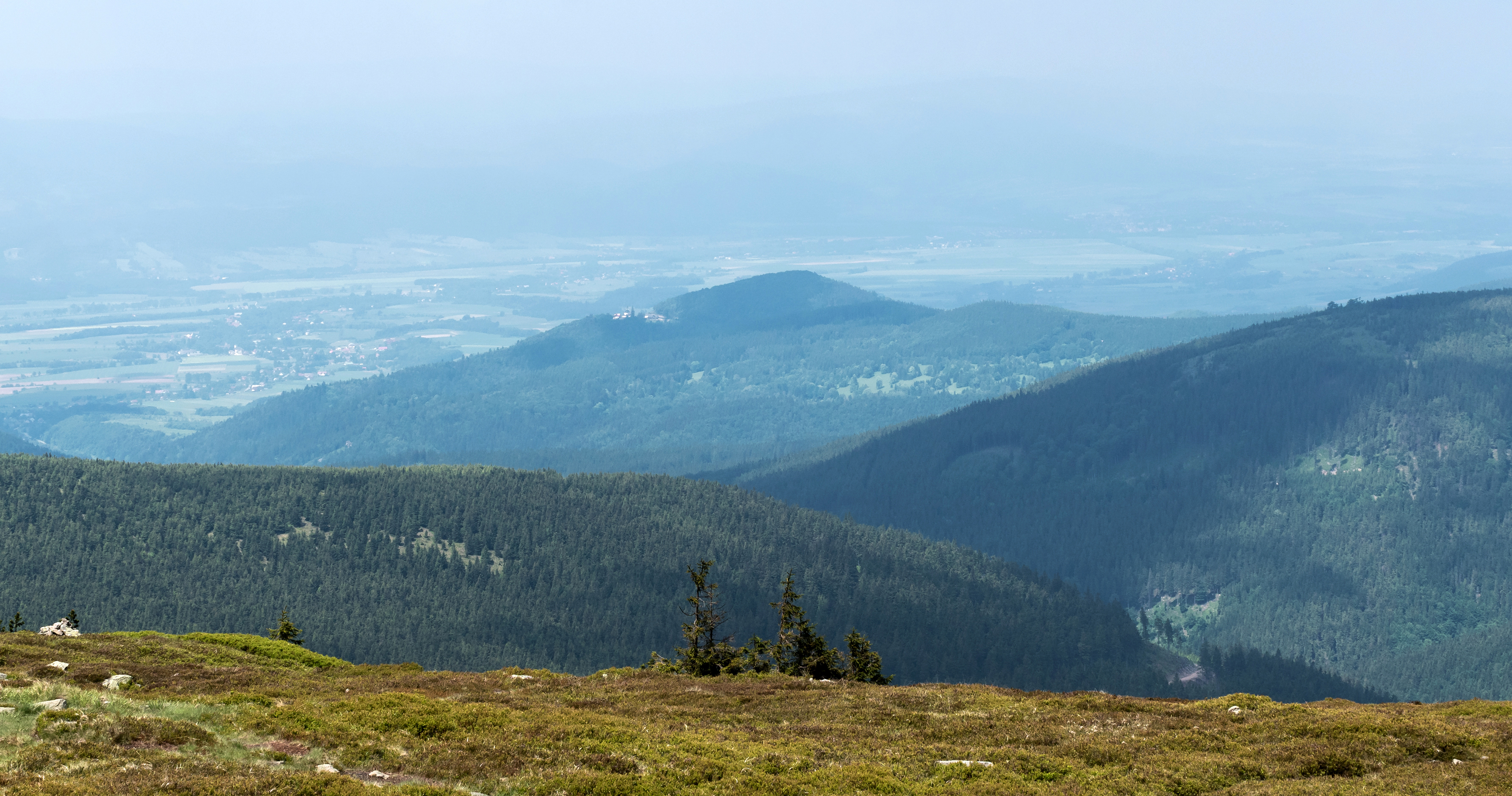
Igliczna widziana ze Śnieżnika

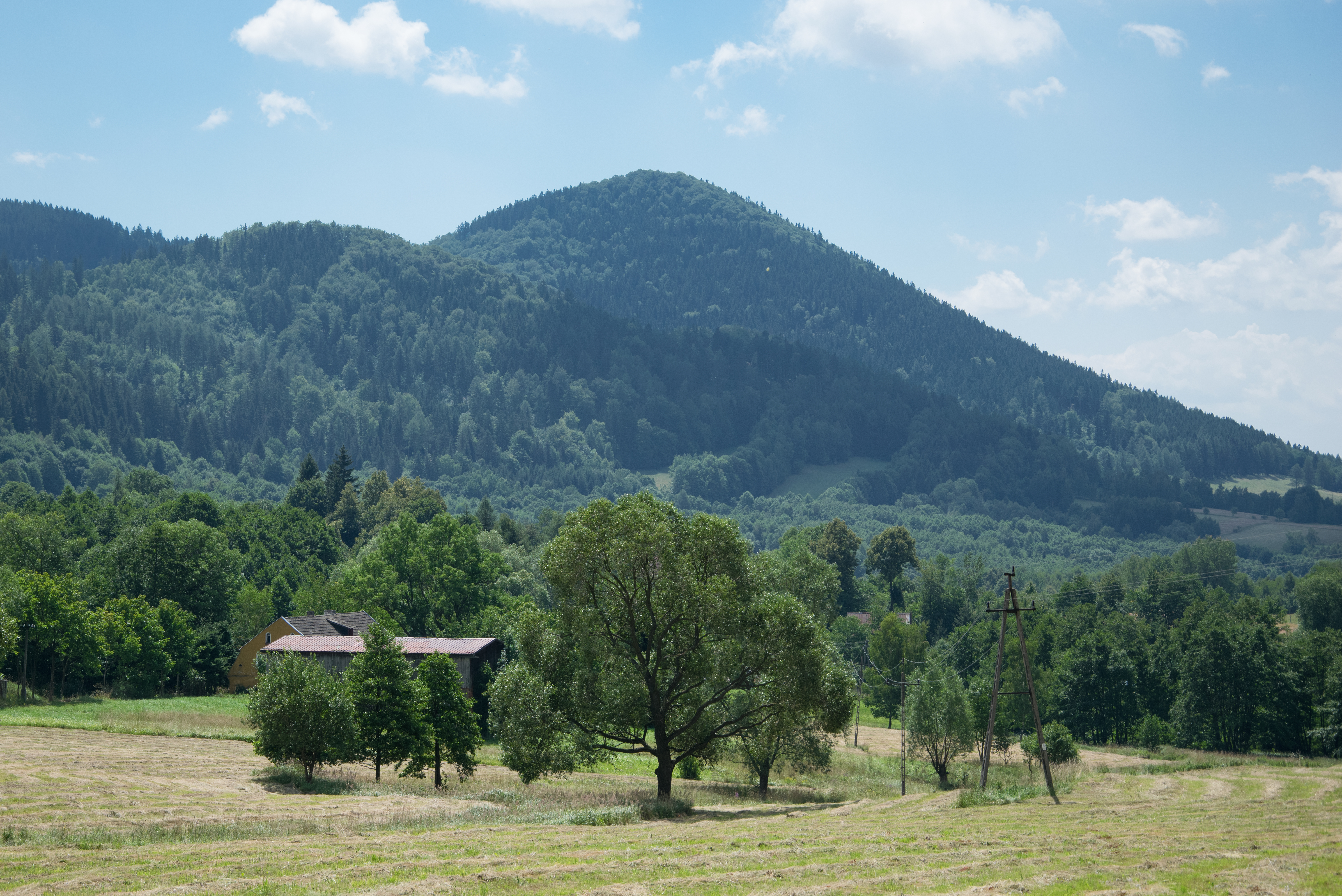
Igliczna od północy

Igliczna (niem. Spitziger Berg, 1945 Stożek, 845 m n.p.m.) – góra w Sudetach Wschodnich, w Masywie Śnieżnika.

## Położenie i opis
Wzniesienie położone jest na obszarze Śnieżnickiego Parku Krajobrazowego, w północno-zachodniej części Masywu Śnieżnika, na północny zachód od miejscowości Międzygórze.

Igliczna to niewielki, ale wyniosły, stożkowaty szczyt o stromych zboczach i z wyraźnym szczytem, stanowi zakończenie długiego, bocznego ramienia odchodzącego na zachód od Czarnej Góry i Jaworowej Kopy przez Lesieniec. Góra zbudowana jest z gnejsów, należących do metamorfiku Lądka i Śnieżnika, które w partii szczytowej, tworzą skalny grzebień wyrastający z rumowiska skalnego. Na zboczach występują liczne skałki gnejsowe. Charakterystyczny kształt góry i położenie na skraju Masywu Śnieżnika, który stromo opada w kierunku Rowu Górnej Nysy, czyni górę rozpoznawalną w terenie. Szczyt pokryty prawie w całości gęstym lasem świerkowym regla dolnego z domieszką drzew liściastych. Wzniesienie od północnej i zachodniej strony zasłania Międzygórze. Pod szczytem znajduje się popularne sanktuarium „Maria Śnieżna” i prywatne schronisko „Na Iglicznej”. Późnobarokowy kościółek pątniczy wzniesiono w latach 1781–1782. W pobliżu kościoła znajduje się droga krzyżowa, prowadząca na wierzchołek Iglicznej. Przez Igliczną przechodzą główne szlaki turystyczne Masywu Śnieżnika. Szczyt jest doskonałym punktem widokowym na część ziemi kłodzkiej i otaczające ją pasma górskie.

## Turystyka
W pobliżu przechodzą następujące znakowane szlaki turystyczne:
- droga Szklary-Samborowice – Jagielno – Przeworno – Gromnik – Biały Kościół – Żelowice – Ostra Góra – Niemcza – Gilów – Piława Dolna – Góra Parkowa – Bielawa – Kalenica – Nowa Ruda – Sarny – Tłumaczów – Radków – Skalne Wrota – Pasterka – Karłów – Lisia Przełęcz – Białe Skały – Skalne Grzyby – Batorówek – Batorów – Skała Józefa – Duszniki-Zdrój – Schronisko PTTK „Pod Muflonem” – Szczytna – Zamek Leśna – Polanica-Zdrój – Przełęcz Sokołowska – Łomnicka Równia – Huta – Zalesie – Stara Bystrzyca – Bystrzyca Kłodzka – Pławnica – Szklary – Igliczna – Międzygórze – Jawor – Przełęcz Puchacza[3],
- zielony z Międzygórza na Czarną Górę i Przełęcz Puchaczówkę[2],
- czerwony z Wilkanowa (2 h) do Międzygórza (0:45 h) i dalej do schroniska PTTK „Na Śnieżniku” (3:30 h)[2],
- szlak konny z Bystrzycy Kłodzkiej do Hali pod Śnieżnikiem i Kletna.

Przy schronisku znajduje się punkt widokowy, z którego roztacza się panorama Śnieżnika i Czarnej Góry.